# Emily Braz
Emily de Souza Braz (Santana do Livramento, Rio Grande do Sul - 2000) é uma militar brasileira e a primeira mulher a se tornar piloto de helicópteros da Aviação do Exército Brasileiro.

## Carreira militar
Braz ingressou no Exército na primieira turma de oficiais femininas da Academia Militar das Agulhas Negras. Posteriormente fez o curso do Comando de Aviação do Exército (Cavex) em Taubaté, tornando-se a primeira mulher piloto de helicópteros da Aviação do Exército Brasileiro. O feito foi celebrado com uma cerimônia militar em 11 de abril de 2025, onde a militar declarou "É uma grande honra e também uma responsabilidade enorme ser a primeira piloto da Aviação do Exército e representar o sonho de tantas mulheres".